# Colysis selliguea
Colysis selliguea là một loài thực vật có mạch trong họ Polypodiaceae. Loài này được (Mett.) Ching miêu tả khoa học đầu tiên năm 1940.